# Diego Fuser
Diego Fuser (Venaria Reale, 11 de novembro de 1968) é um ex-futebolista italiano que atuava como meia-atacante.

## Carreira em clubes
Revelado nas categorias de base do Torino, onde atuou entre 1983 e 1986, Fuser estreou profissionalmente aos 18 anos e jogou 69 partidas (49 pela Série A, 19 pela Copa da Itália e 1 pela Copa da UEFA), marcando 4 gols. Com o rebaixamento do Toro para a  Série B, foi negociado com o Milan em 1989
Em sua primeira temporada pelos Rossoneri, atuou em 32 jogos e marcou 2 gols, conquistando a Taça dos Clubes Campeões Europeus de 1989–90, a Copa Intercontinental de 1989 e a Recopa Europeia de 1988–89, antes de ser emprestado à Fiorentina em 1990. De volta ao Milan em 1991, Fuser jogou 22 vezes (15 pela Série A e 7 pela Copa da Itália) e conquistou a primeira divisão italiana pela segunda vez.
Seu auge profissional foi na Lazio, que o contratou em 1992. Pelos Aquilotti, disputou 242 partidas oficiais em 6 temporadas, marcou 42 gols e venceu a  Copa da Itália em 1997–98 (foi o capitão do time na conquista do título). Jogaria ainda 3 anos pelo Parma, vencendo a Copa da UEFA, a Copa da Itália e a Supercopa nacional, todas na temporada 1998–99.
Em seu último ano como jogador do Parma, enfrentou a concorrência no meio-campo com Johan Micoud, Matías Almeyda e Sérgio Conceição, e após 120 jogos e 10 gols, Fuser surpreendeu ao aceitar uma proposta da Roma, sendo um dos 31 jogadores que defenderam os rivais da capital italiana em toda a história. Sua passagem pelos Giallorossi durou apenas 26 partidas na Série A (não atuou nos 2 clássicos frente à Lazio) e marcou 2 gols, além de ter conquistado a Supercopa italiana em 2001.
No final da carreira, voltou ao Torino em 2003 para disputar a Série B, mas a equipe ficou longe do acesso. Fuser ainda defendeu Canelli, Saviglianese, Nicese (atuando como jogador e treinador, em 2010) e Colline Alfieri, onde se aposentou em dezembro de 2012, aos 44 anos.

## Seleção Italiana
Com passagem pela seleção Sub-21 da Itália entre 1987 e 1990, Fuser estreou pelo time principal da Azzurra em fevereiro de 1993, contra Portugal. Jogaria mais 3 vezes nas eliminatórias da Copa de 1994, mas acabou não sendo lembrado por Arrigo Sacchi na lista de convocados. O treinador, no entanto, levou o meia-atacante para a Eurocopa de 1996, não evitando a eliminação na primeira fase.
Também era considerado nome certo na lista final da Itália para a Copa de 1998, entretanto foi preterido pelo técnico Cesare Maldini. Em setembro do mesmo ano, marcou seu primeiro gol pela seleção na vitória por 2 a 0 sobre o País de Gales.
Fez parte da lista de 26 pré-convocados para a Eurocopa de 2000, mas o técnico Dino Zoff não incluiu o meia-atacante na convocação definitiva. Seu último jogo pela Azzurra foi um amistoso contra a Espanha, em março.

## Vida pessoal
Após deixar os gramados, Fuser virou empresário e perdeu seu primeiro filho, Matteo, em 2011.

## Títulos
Milan
- Liga dos Campeões da UEFA: 1989–90
- Copa Intercontinental: 1989
- Recopa Europeia: 1988–89
- Campeonato Italiano: 1991–92

Lazio
- Copa da Itália: 1997–98

Parma
- Taça UEFA: 1998–99
- Copa da Itália: 1998–99
- Supercopa da Itália: 1999

Roma
- Supercopa da Itália: 2001

Canelli
- Eccellenza do Piemonte e Vale de Aosta: 2005–06